# Killamel
 (janvier 2023).

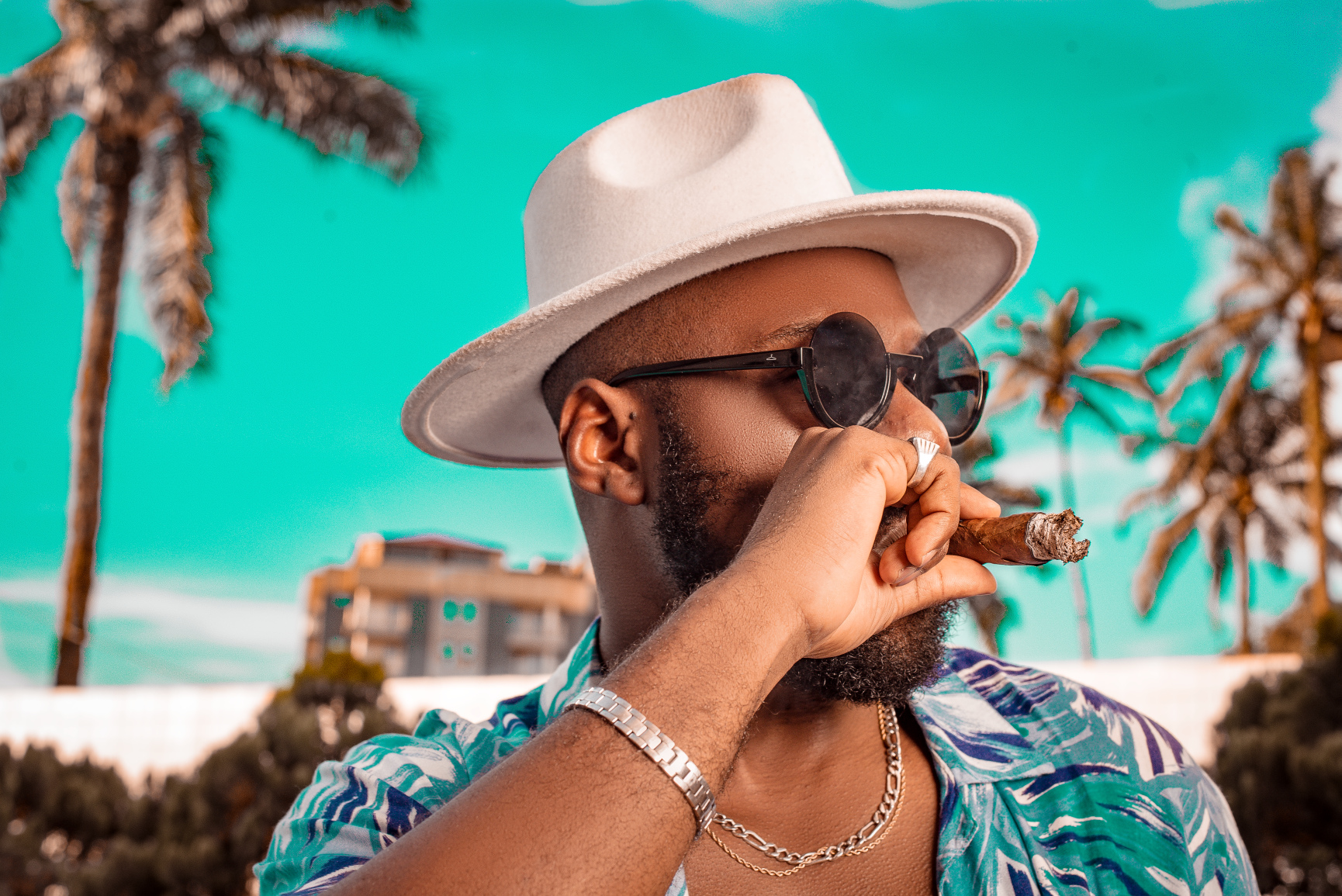
1. LGP

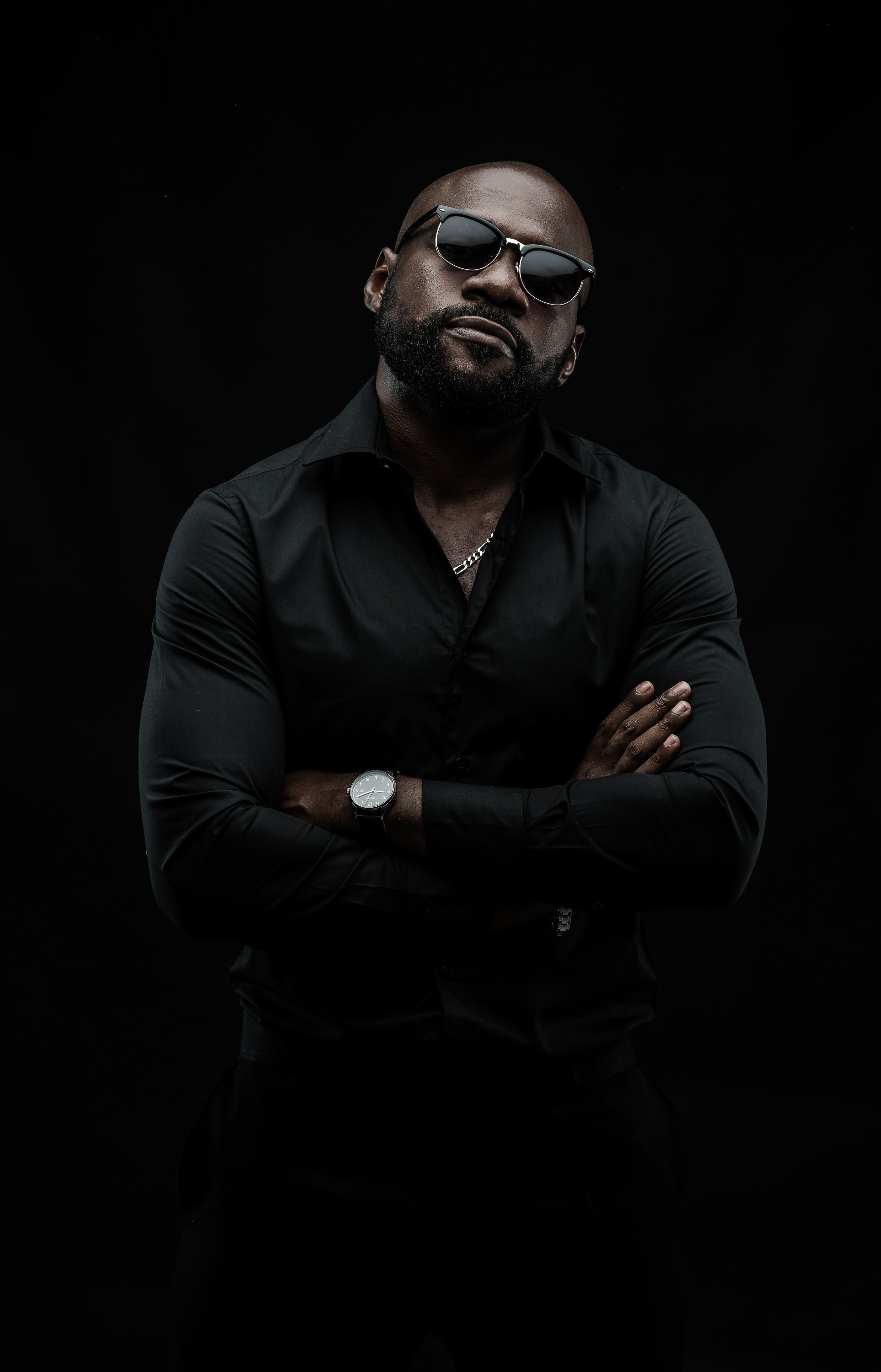
Killamel a.k.a Don Killeone : #LGP

Ndoumbe Armel, plus connu sous le nom de Killamel a.k.a Don Killeone, est un rappeur camerounais né le 9 juin 1984 à Douala et habitant cette ville. Il est l'auteur de deux albums solo et considéré à ce jour comme l'une des figures majeures de la scène hip-hop au Cameroun.

## Biographie
Killamel passe son enfance à Akwa-Nord, quartier situé dans le 1er arrondissement de la ville. Il fait ses études maternelles et primaires au sein de l'école Catholique St Gérard de Deido. Il entame ensuite des études secondaires au Collège Libermann d'où il sera exclu en classe de 5e. Son exclusion conduira ses parents à l'envoyer pendant 3 ans dans un internat. Il y obtient son BEPC, et découvre le Rap, qui deviendra rapidement sa passion première. C'est finalement après son Baccalauréat passé en 2005, qu'il décide de lancer dans le milieu en tant qu'artiste.
Il monte son propre label KOV Rekordz en 2007, dans lequel on retrouve entre autres A.N.G, beatmaker Camerounais actuellement basé à Londres . 
Son premier album intitulé "VERT-ROUGE-JAUNE dans le NOIR" et comportant 14 titres, sort le 27 novembre 2008. Le disque est très bien accueilli par la critique, on y retrouve notamment les titres phares « Killintro » et « Dernier Banc ».
Toujours sur le même label, il sort en mai 2012 "KOVA NOVA, son second album de 14 titres lui aussi, parmi lesquels « Bien ou Bien Remix » en featuring avec Krotal, Duc-Z, Jack Napier, Sir Nostra et A.N.G[réf. nécessaire]
Taclant au passage certains rappeurs, certains à l'instar de Tony Nobody n'y sont pas allé de main morte : si Killamel n’est donc pas de mauvaise foi, il doit reconnaitre son tort et chercher à les réparer. C’est aussi ça avoir de la personnalité, c’est aussi ça que d’être responsable.
Diplômé en comptabilité et gestion, le rappeur enchaîne concerts et morceaux inédits entre 2012 et 2018, en solo comme sur Mini Mini ; #LGP ; Mon Game ; Bunya Tè ; ou en collaboration avec de nouveaux artistes, à l'occurrence sur le son Trap "Déranger [Remix]" avec Inna Money, Teddy Doherty et Dareal ; ainsi que le très ambiancé "OWS [Remix]" avec Sojip, 20 Cent et TedX. Il a notamment l'un des refrains les plus connus du hip hop camerounais, celui de la chanson "dernier banc".
Son tant attendu troisième album - "KILLACULUM VITAE" - initialement annoncé pour l'année 2019, n'a toujours pas vu jour. Cependant il est aperçu plusieurs en studio avec le légendaire auteur-compositeur et arrangeur Camerounais TOTO Guillaume, ce qui laisse supposer que Killamel élargit son univers musical et explore de nouveaux horizons. Cela viendra se confirmer en juin 2022, avec la sortie surprise d'un EP fracassant intitulé "GAME KOVA" , projet de 07 titres dans lequel on découvre des facettes inédites de Don Killeone, entre couplets Rap en langue duala dans le morceau "Njoh" et reprise d'un classique Makossa du regretté Tom YOM'S dans "O S'ala".
Le 30 avril 2025, c'est avec "NDUMBE", son deuxième EP de 06 titres, que le rappeur en remet une couche, explorant encore plus en profondeur une direction artistique déjà amorcée sur son précédent projet à savoir, un véritable trait d'union entre ancestralité et modernité.
Sur la pochette, Killamel rend hommage à une figure historique du XIXe siècle : le Roi Bell NDUMBE LOBE (dont il reprend un mythique cliché de 1874).
Des sonorités fraîches, un lyrisme maîtrisé et un positionnement intergénérationnel, tels sont les ingrédients de cette nouvelle livraison.

## Discographie

### Albums
- Vert-Rouge-Jaune dans le Noir (2008)
- Kova Nova (2012)

### EP's
- Game Kova (2022)
- NDUMBE (2025)

### Singles
- Killintro (2008)
- Dernier Banc (2009)
- Bien ou Bien Remix (2011)
- K.O.V (2012)
- Mini Mini (2014)
- Déranger Remix Feat. Inna Money, Teddy Doherty, Dareal (2014)
- Mâle Dominant (2015)[14],[15]
- Mon Game (2017)
- Bunya Tè (2018)
- OWS [Remix] (2018) Feat Sojip, TedX, 20 Cent